# Districte d'Argandab (Zabul)
Argandab o Argahandab és el nom d'un districte administratiu (woloswali) de l'Afganistan a la província de Zabul.
Té una superfície aproximada de 2096 km² i una població segons el cens de l'any 1979 de 18.000 habitants. La capital és la vila de Siah Gaz, un poblet al curs superior del riu Argandab.